# Геноцид ассирийцев
Геноци́д ассири́йцев (ассир. ܩܛܵܠܛܹܛ ܐܫܘܼܪܵܝ — «Убийства ассирийцев» или ܫ݂݂݂݂ܛ ܣܹܦܐ — «Год меча», тур. Süryani Katliamı — «Ассирийская резня») — планомерное массовое уничтожение ассирийцев властями Османской империи во время Первой мировой войны наряду с геноцидом армян, греков и езидов.

## История

Распределение ассирийцев в Османской империи до Первой Мировой войны

Карта ассирийского геноцида:
• Города, пострадавшие от геноцида,
• Города, принявшие беженцев,
• Остальные города,
Места расселения ассирийцев.

Ассирийские беженцы, изгнанные из своих домов Северной Персии, ожидающие поезда около железной дороги в пустыне Месопотамии

Османская империя была многонациональным государством, где вместе с турками проживали ассирийцы, армяне, греки и другие национальности. В конце XIX века и в начале XX века ассирийцы в основном населяли азиатскую часть Османской империи, в частности вилайеты Ван, Битлис, Эрзрум, Диарбекир, Харберд, Сивас. Они были разделены по разным конфессиям и социальным характеристикам. Конфессионально — на несториан, католиков (халдеи), православных (ортодоксы), а социально — на две большие касты: ашуриты (независимые племена) и райи (подчинённый народ), которые в основном занимались земледелием и скотоводством. Говоря о статистических данных населения Турции, в частности численности ассирийцев, ряд историков находит, что необходимо с некоторой предосторожностью рассматривать их. Эти неточности в целом связаны с отсутствием регулярной статистики в Османской империи и уклонением христиан от учёта с целью освобождения от военного налога, а также с другими обстоятельствами. Британские дипломаты прямо отрицали достоверность официальной османской статистики, относительно установления численности христианского населения. Так, например, английский консул Чермсайд считал, что официальная османская статистика «самая неопределённая и неудовлетворительная, как и всё то, что находится под распоряжением турецких властей».
Ассирийско-Российские связи имеют давнюю историю. За оказанную России помощь ещё в период русско-персидской войны, ста ассирийским семьям было позволено переселиться в Закавказье. С 90-х годов XIX века ассирийцы стали связывать решение своего национального вопроса с Россией. В отличие от армян, ассирийцы не имели политических партий и оставались традиционным религиозным миллетом в Османской империи. Задолго до начала войны царское правительство делало попытки привлечь на свою сторону национальные меньшинства Османской империи. Ещё в октябре 1906 года вице-консул России в Ване Ричард Термен имел встречу с Мар-Шимуном Беньямином, на которой последний пообещал, что в случае войны выставит 40 тыс. человек на стороне России.
Накануне войны Россия и Англия начали предпринимать действия для привлечения ассирийцев, курдов и армян на свою сторону. В июне 1914 года представители ассирийцев в Османской империи просили у российского вице-консула Урмии П. П. Введенского 35 тыс. винтовок с обещанием поддержать Россию в случае начала военных действий. 17 (30) августа С.Д. Сазонов направил И.И. Воронцову-Дашкову телеграмму, где говорилось о необходимости создания ассирийских милицейских формирований. Воронцов-Дашков инициативу по восстанию национальных меньшинств Османской империи, в том числе и ассирийцев, поддержал и считал необходимым выделение для этих целей 25 тыс. винтовок. Российским вице-консулом Урмии, на которого было возложено создание ассирийских партизанских отрядов, был составлен соответствующий проект.
Турецкое правительство в январе 1915 года также пыталось добиться от ассирийцев сотрудничества. В июне того же года ассирийским патриархом было принято решение о подготовке восстания, о чём было извещено российское консульство в Хое, а также была запрошена военная помощь. Однако время начала восстания не было согласовано с Министерством иностранных дел. Турецкие власти в ответ на действия ассирийцев организовали вооружённые нападения на их поселения в Мосуле и Ване, сопровождавшиеся истреблением населения и сожжением деревень.
15 (28) июня ассирийский патриарх, перейдя персидско-турецкую границу, встретился с генерал-лейтенантом Ф.Г. Чернозубовым с целью получения военной помощи, в которой ему было отказано. При этом ему дали понять, что наилучшим выходом в сложившийся ситуации для ассирийцев будет перейти на персидскую сторону, вооружиться и сражаться на стороне русских. В начале сентября несколько сот тысяч ассирийцев, совершив переход по маршруту Тияри—Тхуб—Таль—Джуламерк—Кочанис—Кудранис—Реш—Гедучи—Бибан—Севан—Башкале, подошли к границе Персии. Через три дня сюда прибыл Чернозубов и до дальнейших распоряжений из Петрограда попросил их оставаться в Башкале. Впоследствии, однако, русские генералы отказались пропустить ассирийцев в Персию, что было обусловлено желанием использовать их в качестве живого кордона против турок на границе. Эта политика привела к противостоянию между ассирийцами и русскими отрядами.
Разногласиями попытались воспользоваться немцы и турки. Они предложили ассирийцам вернуться в Хакяри, а также посулили им деньги и оружие. Решив не отталкивать от себя ассирийцев, российское правительство изменило свою политику по отношению к ним. Мар-Шимун, получив в декабре 1915 года телеграмму от Николая Николаевича, прибыл для переговоров в Тифлис. Результатом переговоров стало обещание российской стороны о создании ассирийского государства, а также заверения, что российские формирования останутся на территории Иранского Азербайджана. Была достигнута договорённость о создании ассирийских отрядов в составе русской армии. В результате были сформированы три батальона — двумя командовали русские офицеры, а третий находился под командованием Мар-Шимуна.
Во время первой мировой войны, Османская империя начала массово истреблять ассирийцев на территории современной Турции, в этой резне приняли участие как турки, так и курды. Во время геноцида ассирийцев (1914—1923 гг.) было убито более 750 000 человек, что значительно повлияло на будущее развитие народа, так как резня очень сильно повлияла на статистику численности ассирийцев.
В 1895—1896 годах в Османской империи султаном Абдул-Хамидом II была проведена политика погромов, во время которых было убито вместе с 300 тыс. армянами также 55 тыс. ассирийцев (население 245 деревень), 100 тыс. ассирийцев было обращено в мусульманство, 100 тыс. ассирийских женщин были согнаны в турецкие и курдские гаремы. В 1898 г. выживший ассириец несториан мелик Абдишо во время разговора с русским генералом, вице-консулом в Восточной Турции Владимиром Маевским рассказал:
Во время резни 1896 г. мы имели огромные потери. Ещё с 1895 г. курды нашей области начали свои набеги. С 1896-го года к ним присоединились курды с границы Персии и учинили погромы всего — и церквей, и домов, не жалея ни детей, ни стариков.
В начале XX века национальные меньшинства Османской империи связывали надежды с младотурками. Они с нетерпением ждали обещанных им свобод. Но вместо этого в период Первой мировой войны началось планомерное уничтожение ассирийцев. Первоначально подверглось массовому аресту и было уничтожено мужское население, способное оказывать сопротивление, в том числе призванные в турецкую армию ассирийцы. За этим последовали аресты политической и культурной элиты ассирийцев.
После этого началась депортация в пустыни Месопотамии женщин, стариков и детей, которые по дороге подвергались насилию и истреблению.
Однажды мусульмане собрали всех детей с шести до пятнадцати лет и привезли в штаб полиции, после чего их заставили подняться к вершине горы, известной как Раш-эль Хаджар на которой их, одному за другим перерезая горло, бросали в пропасть.
В результате голода, истощения, болезней и постоянных нападений курдских банд лишь немногим из депортированных удавалось достигнуть мест назначения, где их ждала смерть от голода и болезней.
Турецкие власти заявляли, что причиной насильственного выселения было предательское поведение ассирийцев, помогавших русской армии.
В политической партии младотурок говорилось:
Рано или поздно все турецкие подданные должны быть отуречены. Ясно, что это не может произойти с их согласия, по их воле, и мы будем вынуждены применить оружие.
Во время геноцида ассирийцы вместе с армянами встали на путь национально-освободительной борьбы против турецкой тирании и курдских банд.
В этот период ассирийцы Османской Турции и Ирана в политическом, военном и духовном смысле подчинялись патриарху Мар-Шимун Бениамину, резиденция которого находилась в деревне Кочанис санджака Хаккьяри провинции Ван. В марте 1918 года во время переговоров Мар Бениамин вместе со 150 своими телохранителями был убит курдским шейхом Исмаилом-ага Симко.

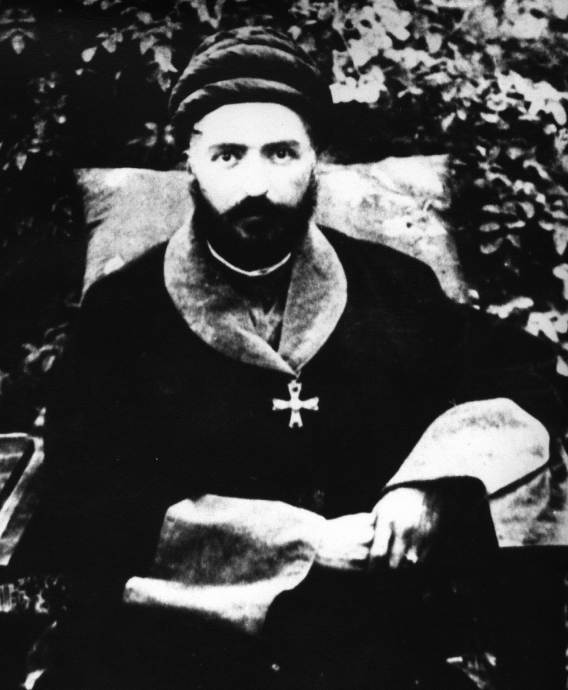
Шимун XIX Беньямин католикос-патриарх Ассирийской церкви Востока

Репрессиям также подвергались подданные соседней Персии: в течение войны турецкие войска дважды вторгались на её территорию и уничтожили при этом более ста тысяч христиан — ассирийцев и армян, населявших западный берег озера Урмия. В январе 1915 г. полицейский отряд под командованием хана Качала окружил ассирийское село Гюллашан и разорил его. После взятия Дилмана (в настоящее время Сельмас) жители ближайших двадцати ассирийских сёл были истреблены. До конца войны турками здесь были уничтожены 98 ассирийских сёл. Единственным выходом осталась депортация. Начинается мучительный побег в Междуречье, который сопровождается тяжёлыми человеческими потерями.
Моё внимание привлекла картина трагической депортации одного отверженного народа. Я говорю об ассирийцах
— свидетельствовал некий английский очевидец.
Ещё в ноябре 1916 года The New York Times опубликовал статью доктора Роквелли под заголовком «Число жертв армян и ассирийцев».
Не только армяне были обречены, но и ассирийцы были уничтожены и каждого десятого ждала эта участь. … Огромное количество представителей этого народа были убиты, но никто не знает, сколько…
Различными источниками количество погибших оценивается в 500 — 750 тыс. человек, по другим данным — в 275 — 400 тыс.
7 августа 1968 года Всемирной ассоциацией ассирийцев было провозглашено Днём ассирийских мучеников (Assyrian Martyr’s Day).
В 2004 г. был создан Исследовательский центр Геноцида ассирийцев Сейфо (ассир. ܣܝܦܐ (Seypa) — меч). Основатель и директор центра Сабри Атман.
Изучение и анализ геноцида ассирийцев, армян и греков и последовавших за ним геноцидов в течение всего столетия послужили основой для выдвижения концепции «геноцидального государства» и «геноцидального общества».
9 декабря 1948 года Генеральная Ассамблея ООН приняла Конвенцию «О предупреждении преступления геноцида и наказании за него».

## Особенности
Таким образом, в течение Первой Мировой войны в Турции и на примыкающих к ней территориях, где проживало около одного миллиона ассирийцев, по меркам международного права имел место настоящий геноцид.
В массовом сознании постоянно смешиваются два принципиально различных по своей психологической и исторической сути явления — геноцид и война. Геноцид имеет другую природу: это убийство другого человека, так или иначе отличающегося по этническим, религиозным или каким-либо иным признакам.
В 1923 году конференция в Лозанне положила конец всем иллюзиям: ассирийский вопрос даже не был заслушан. Именно в дни конференции турецкие власти сослали 20 тыс. ассирийцев из Турции в Ирак, к так называемой «брюссельской линии». Лига наций также не предприняла никаких мер для решения ассирийской проблемы.
На сегодняшний день рассеянный по всему миру ассирийский народ требует, чтобы как Турция, так и международное сообщество признали неоспоримый факт о массовом уничтожении ассирийцев на их же исторической родине.

## Международное признание
| страна            | дата признания геноцидом |
| ----------------- | ------------------------ |
| Нью-Йорк          | 24 апреля 2001 года      |
| Швеция            | 11 марта 2010 года       |
| Новый Южный Уэльс | май 2013 года            |
| Армения           | 24 марта 2015 года       |
| Австрия           | апрель 2015 года         |
| Нидерланды        | апрель 2015 года         |
| Германия          | 2 июня 2016 года         |
| Индиана           | 1 ноября 2016 года       |
| Калифорния        | апрель 2018 года         |
| Сирия             | февраль 2020 года        |
| Аризона           | март 2020 года           |
| Франция           | 8 февраля 2023 года      |
|                   |                          |

## Память
17 декабря 2009 года в Сиднее (Австралия) установлен памятник ассирийцам — жертвам геноцида, учинённого правительством Османской империи.
23 апреля 2012 года в Ереване (Армения) открыт мемориал-памятник ассирийцам, погибшим во время геноцида.
10 октября 2014 года в Афинах (Греция) был открыт памятник жертвам геноцида ассирийцев.

## Мемориалы жертвам геноцида

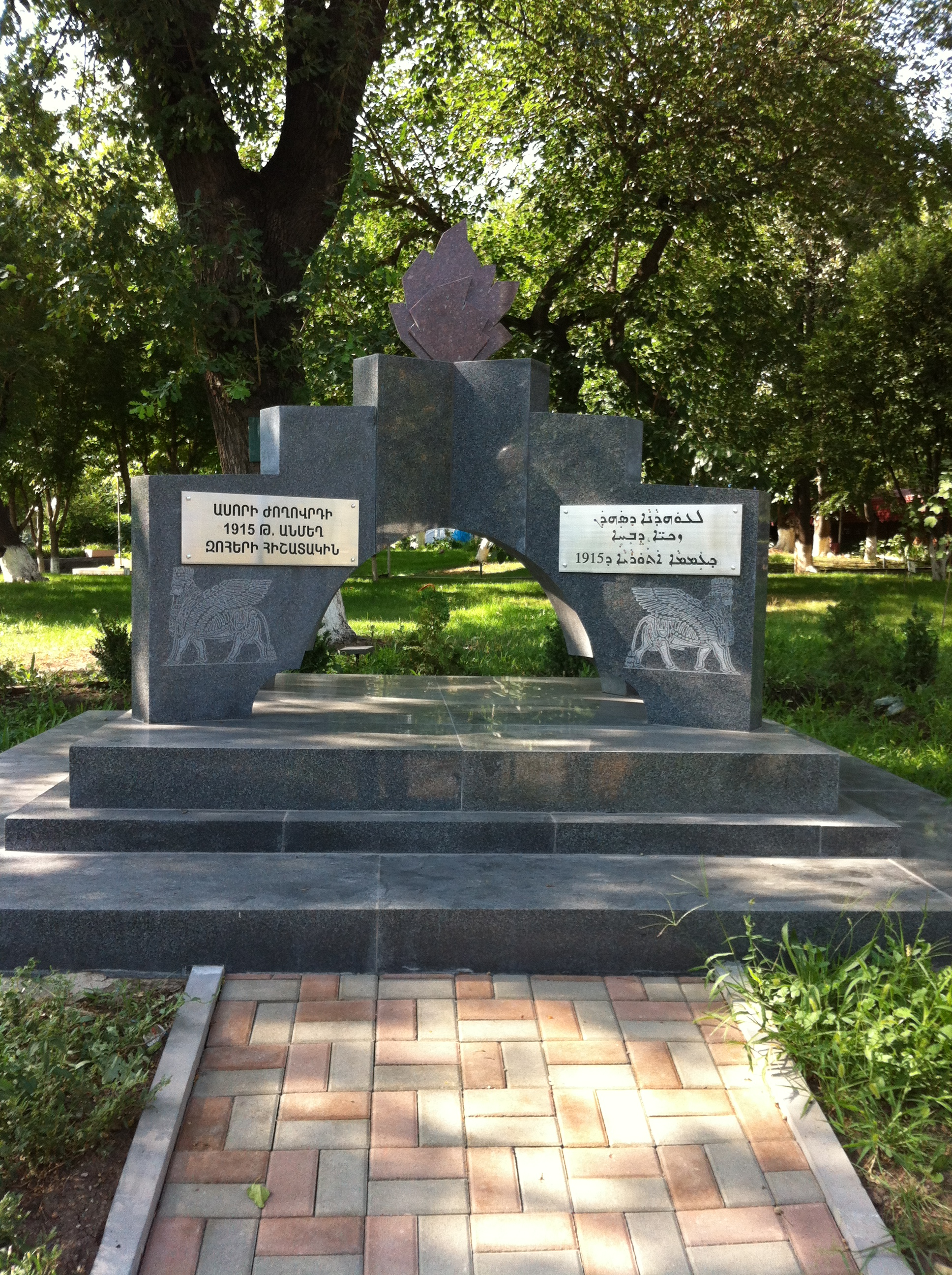
Ереван
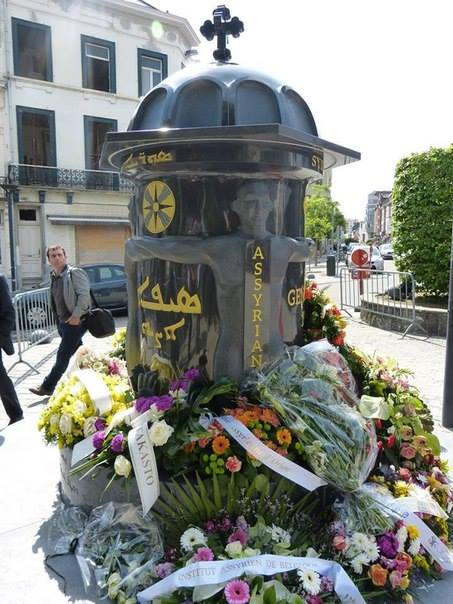
Брюссель
Париж
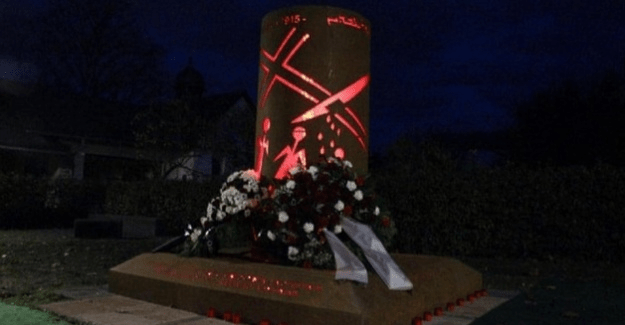
Гисен
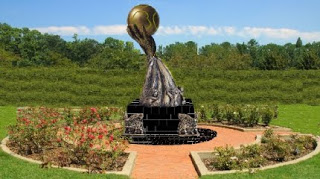
Сидней
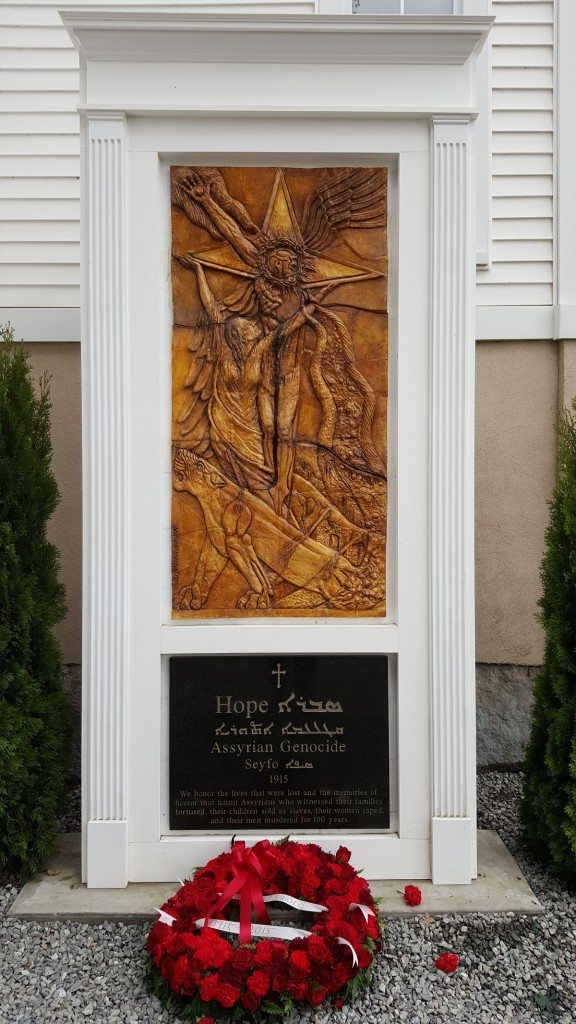
Бостон
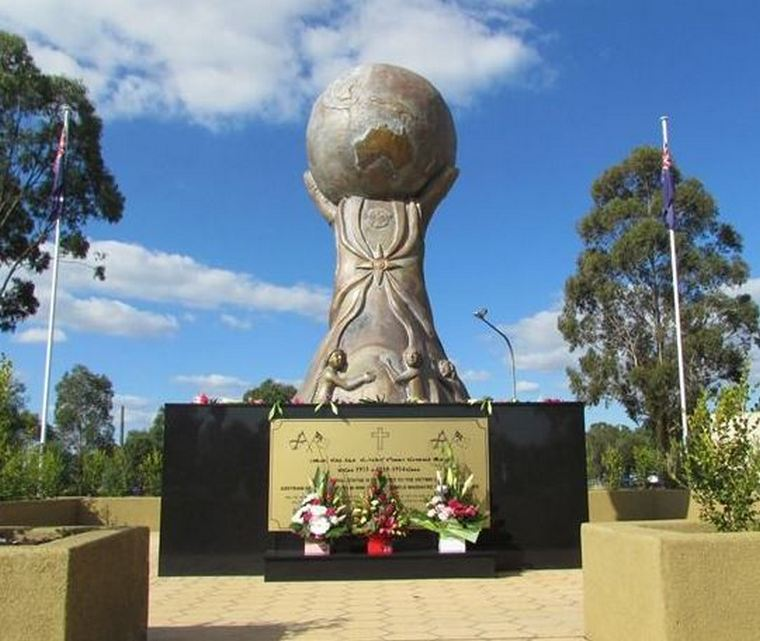
Сидней
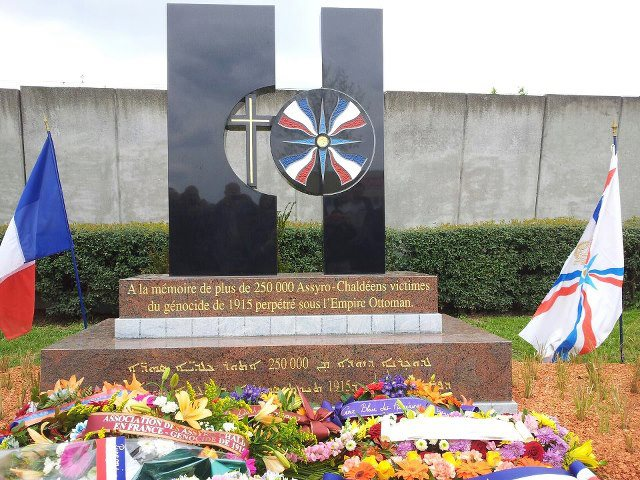
Арнувиль-Париж